# Acanthoplites
Acanthoplites – rodzaj amonitów z rzędu Ammonitida.
Żył w okresie kredy (apt). Jego skamieniałości znaleziono w Meksyku, Argentynie, Maroku oraz w Południowej Afryce.
Gatunki:
- A. aegis
- A. barryana
- A. crassicostatus
- A. gardneri
- A. gragasensis
- A. perrini
- A. spathi
- A. seunesi
- A. uhligi